# Bythiospeum alpinum
Bythiospeum alpinum is een slakkensoort uit de familie van de Hydrobiidae. De wetenschappelijke naam van de soort is voor het eerst geldig gepubliceerd in 1988 door Bernasconi.